# BGA
BGA (англ. ball grid array — массив шариков) — тип корпуса поверхностно-монтируемых интегральных микросхем.

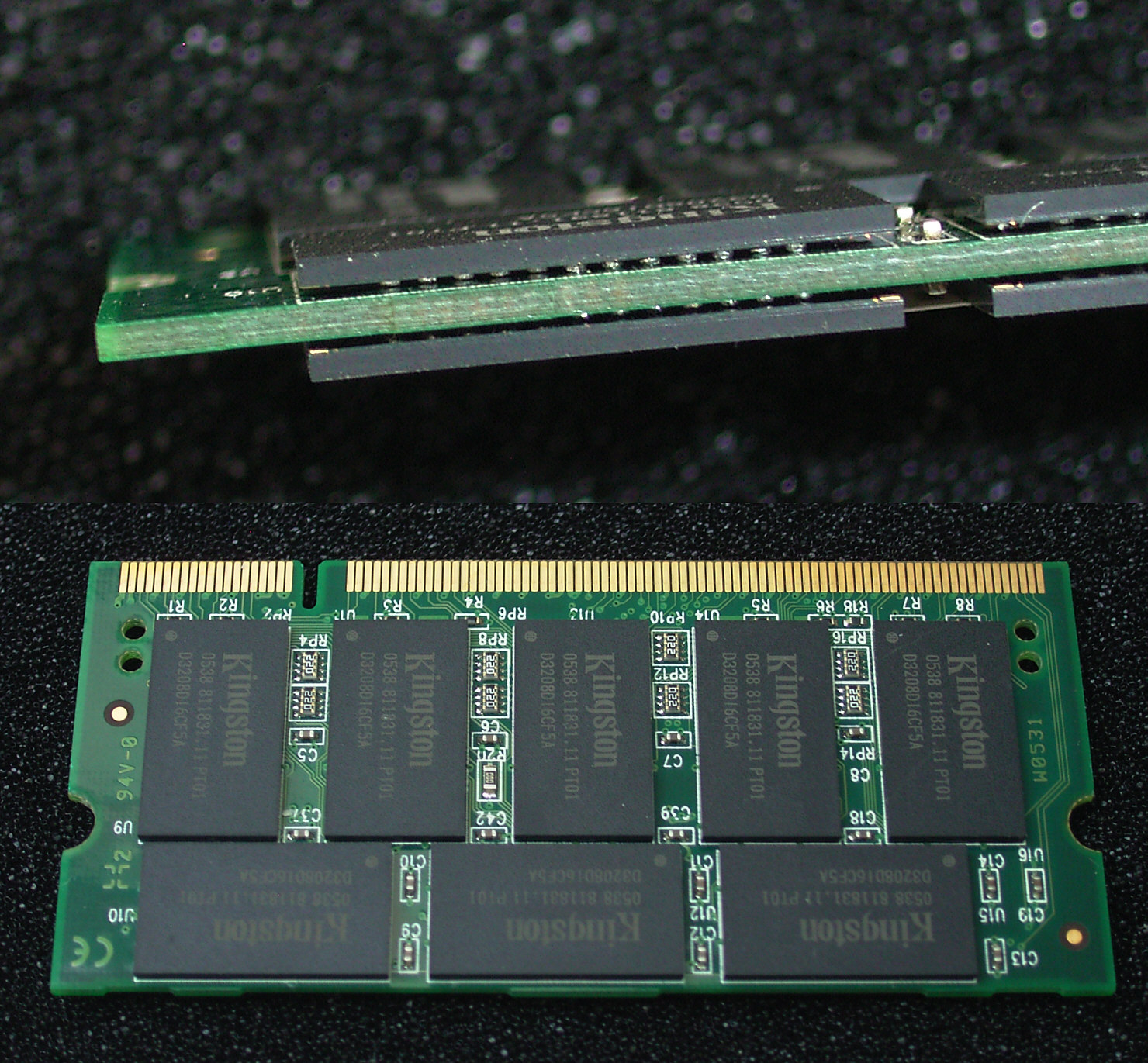
Здесь микросхемы памяти, установленные на планку, имеют выводы типа BGA

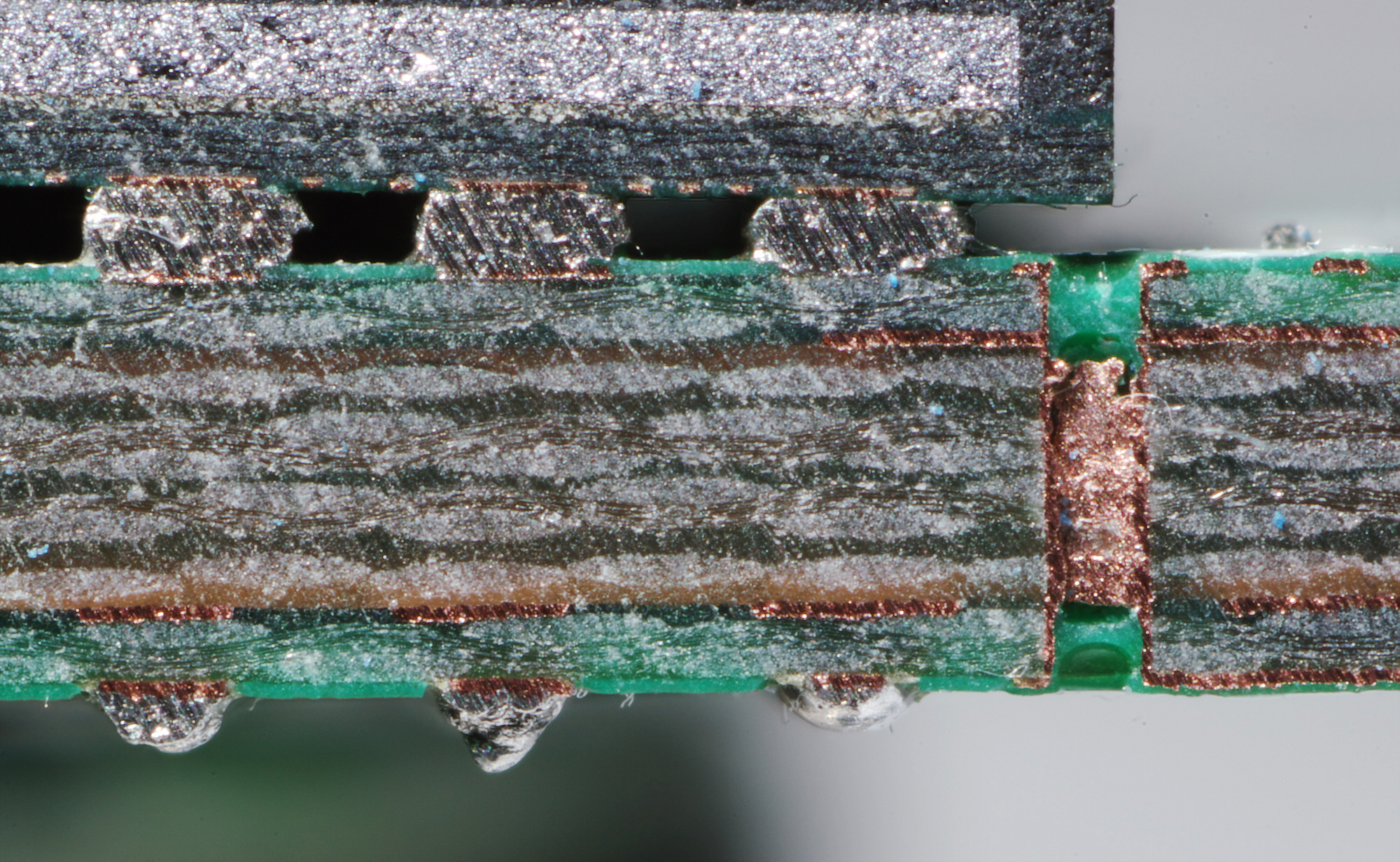
Разрез печатной платы с корпусом типа BGA. Сверху видно кремниевый кристалл

BGA произошёл от PGA. BGA-выводы представляют собой шарики из припоя, нанесённые на контактные площадки с обратной стороны микросхемы. Микросхему располагают на печатной плате согласно маркировке первого контакта на микросхеме и на плате. Затем микросхему нагревают с помощью паяльной станции или инфракрасного источника так, что шарики начинают плавиться. Поверхностное натяжение заставляет расплавленный припой зафиксировать микросхему ровно над тем местом, где она должна находиться на плате и не позволяет шарикам деформироваться.

## Разновидности
- FBGA: LFBGA, TFBGA, VFBGA, WFBGA, UFBGA
- FLGA: TFLGA, VFLGA, WFLGA
- PBGA: PBGA, PBGA-H, PBGA-MD
- Extremely Thin
- Array Packages

## Преимущества

### Высокая плотность
BGA — это решение проблемы производства миниатюрного корпуса ИС с большим количеством выводов. Массивы выводов при использовании поверхностного монтажа «две линии по бокам» (SOIC) производятся всё с меньшим и меньшим расстоянием и шириной выводов для уменьшения места, занимаемого выводами, но это вызывает определённые сложности при монтаже данных компонентов. Выводы располагаются слишком близко, и растёт процент брака по причине спаивания припоем соседних контактов. BGA не имеет такой проблемы — припой наносится на заводе в нужном количестве и месте. Хотя хочется добавить, что даже выборочная проверка изделий рентгеном не даёт 100% гарантии качества пайки BGA, непропай может себя проявить при деформациях или перепадах температур в виде сложного плавающего дефекта. Также важно устанавливать чипы BGA на жёсткий, относительно толстый текстолит, чтобы избежать провисаний, изгибов и вибраций, например, как это бывает у видеоплат, когда отваливается BGA-процессор или память, отрываются контаткные площадки ("пятаки") от платы.

## Недостатки

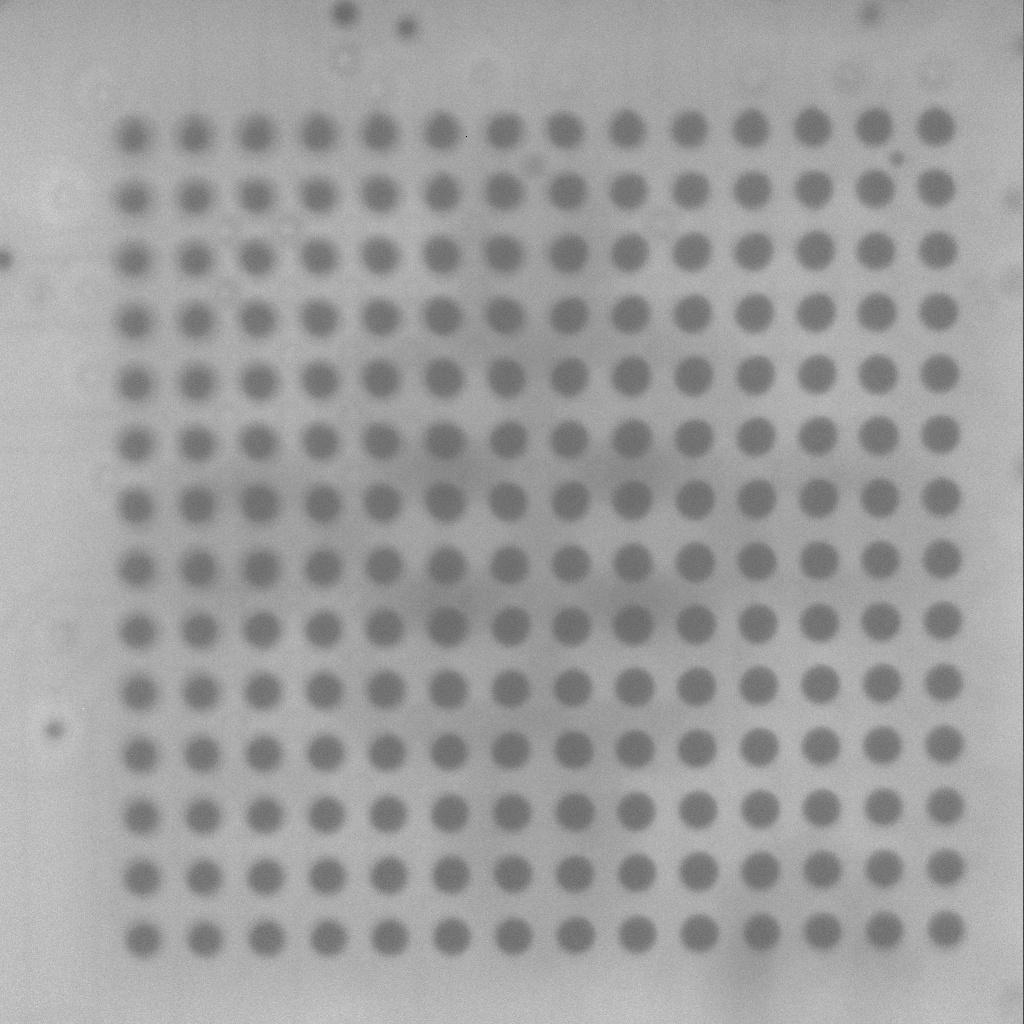
Рентген BGA.

### Негибкие выводы
Основным недостатком BGA является то, что выводы не являются гибкими. Например, при тепловом расширении или вибрации некоторые выводы могут сломаться. Поэтому BGA не популярен в военной технике или авиастроении.
Отчасти эту проблему решает заливание микросхемы специальным полимерным веществом — компаундом. Он скрепляет всю поверхность микросхемы с платой. Одновременно компаунд препятствует проникновению влаги под корпус BGA-микросхемы, что особенно актуально для некоторой бытовой электроники (например, сотовых телефонов). Также осуществляется и частичное заливание корпуса, по углам микросхемы, для усиления механической прочности.

### Дорогое обслуживание
Другим недостатком является то, что после того как микросхема припаяна, очень тяжело определить дефекты пайки. Обычно применяют рентгеновские снимки или специальные микроскопы, которые были разработаны для решения данной проблемы, но они дороги. Относительно недорогим методом локализации неисправностей, возникающих при монтаже, является периферийное сканирование. Если решено, что BGA неудачно припаяна, она может быть демонтирована термовоздушным феном или с помощью инфракрасной паяльной станции; может быть заменена новой. В некоторых случаях из-за дороговизны микросхемы шарики восстанавливают с помощью паяльных паст и трафаретов; этот процесс называют ребо́ллинг, от англ. reballing.

### Сложность замены
Если у ноутбука, например, в материнской плате центральный процессор имеет разъём (сокет) такого форм-фактора, то в случае апгрейда или неисправности его замена без специального оборудования невозможна, так как в этом случае нужно выпаивать старый процессор и впаивать новый, не повредив плату, не задев и не перегрев установленные рядом элементы. По этой же причине затруднена замена вышедших из строя микросхем чипсета, которые практически всегда реализуются в виде BGA.

### Другие проблемы с надёжностью
Сложно переоценить вклад BGA-пайки на бессвинцовом припое в технологии по закладыванию планового устаревания техники. Нерентабельный, а часто невозможный ремонт устройств с такими микросхемами создаёт большое количество электронных отходов и засоряет планету. Жёсткие нормативы по бессвинцовому припою значительно ухудшают его качественные характеристики, долговечность; высокотемпературный оловянный припой со временем окисляется и разлагается (особенно в условиях влаги и низких температур). Также BGA-пайку разрушают циклы перепадов температур с горячей на холодную, любые изгибания платы — появляются так называемые серые пятаки на BGA-чипах, где нет качественного контакта, в результате чего устройства с такими микросхемами выходят из строя раньше положенного срока, хотя могли бы ещё работать. Проблема широко распространена в различной автомобильной электронике, компьютерах (см. отвал GPU на видеокартах), портативных устройствах и т. д. Требование для печатной платы — из 6 проводящих слоёв как минимум, а чаще — 8…16, и особо тонких дорожек и зазоров в 0,1 мм и даже меньше (иначе невозможно подключить все выводы) — также отнюдь не добавляет надёжности изделию.